# Планета ТВ
 Тази статия е за българската телевизия.  За небесното тяло вижте Планета.  
Планета ТВ е български телевизионен канал, започнал своето излъчване през 2001 година като Телевизия Планета. Телевизията е собственост и се оперира от „Пайнер Медиа“ ООД, компания свързана с музикална компания „Пайнер“ ООД. Каналът е най-рейтинговият сред музикалните канали в България според проучвания от 2012 година.
Планета ТВ е главният телевизионен канал на медийната компания, държаща още телевизиите Планета HD и Планета Фолк.
Програмата на Планета ТВ е музикално ориентирана, като доминиращият стил е попфолк, музиката е предимно на изпълнители, свързвани с музикална компания „Пайнер“ ООД, а предаванията фокусират предимно върху музика и изпълнители, свързани с компанията.

## Началото
„Планета ТВ“ стартира на 13 ноември 2001 г., като първият излъчен клип е на Камелия „Къде си ти“ – първият издаден макси сингъл в попфолка. Първоначално излъчва само в част от Европа. Официалният старт на музикалната медия е даден на 4 декември същата година с мегаконцерт в зала 1 на НДК. През годините (до 2019 г.) празнуването на рождения ден на телевизията става традиция, като с всяка изминала година концертите са още по-мащабни по размер и се превръщат в музикалното събитие на есенно-зимния сезон. През лятото на 2004 година „Планета“ започва ново начинание – турнето „Планета Прима“, което е първото по рода си в България. По стадионите се събират над 200 000 зрители. Впоследствие турне, свързано с телевизията, става ежегодно мероприятие, което събира почитатели на музика в стил етно-поп.
На 6 май 2007 г. стартира и канал „Планета Фолк“, който е специализиран за българска народна музика. Мотото на новия музикален канал е „Поздрав от България“. Излъчва се на територията на цяла Европа посредством сателит. Въпреки стартирането на „Планета Фолк“, „Планета ТВ“ не спира да излъчва народна музика от своя ефир.
На 24 май 2010 г. е пуснат първият български музикален канал с HD качество „Планета HD“. Първоначално каналът е отделен от Планета ТВ и излъчва собствено програмно съдържание, но от декември 2020 програмата и на двата канала е синхронизирана. На 17 септември 2020 г. Пайнер пуска и първия български Ultra HD канал „Планета 4К“.
Всички канали на Пайнер имат логотипи на кирилица и латиница, но по-популярните са тези, изписани на латиница.

## Развитие
След началото си медията претърпява бурно развитие. Преимуществото, че излъчва клипове на най-популярните попфолк звезди като Преслава, Джена, Анелия, Райна, Глория, Ивана, Емануела и други издига Планета до лидер сред музикалните телевизии в България. Междувременно станала популярна сред българската общност в Европа, разпространението и по-света се разширява. Днес Планета се гледа сред българите в цял свят.

## Настояще
Телевизията излъчва основно клипове на артисти на Пайнер, но и балкански хитове и българска поп-музика. Благодарение на Планета ТВ стотици хиляди хора се стичат на Лятното турне на Пайнер, а много от изпълнителите на телевизията посещават и чужди страни. Телевизията заснема тези моменти и ги излъчва в ефира си. Организират се и ежегодни годишни награди.
На 6 май 2007 година стартира каналът „Планета Фолк“, излъчващ българска народна музика. От май 2023 г. програмата се излъчва в HD формат.
От 20 май 2010 г. в голямото семейство на „Пайнер“ се появи още един член – „Планета HD“. Това е третият телевизионен канал на империята и излъчва с пет пъти по-висока резолюция и качество на звука. Планета HD е първата телевизия в България, която излъчва в HD формат.
На 17 септември 2020 г. стартира и четвъртия телевизионен канал на Пайнер – „Планета 4К“.
На 13 ноември 2020 г. Планета ТВ обновява визията и логото си, а от декември 2020 програмата ѝ е синхронизирана с Планета HD.